# Equal Rights Amendment
L'Equal Rights Amendment (ERA) est une proposition d'amendement de la Constitution des États-Unis, déposée dans les années 1920, qui visait à garantir que l'égalité des droits entre les sexes ne pouvait être remise en cause par aucune législation fédérale, étatique ou locale. Cette proposition d'amendement n'a cependant jamais été ratifiée, bien qu'elle ait été à nouveau déposée à chaque nouvelle législature du Congrès depuis 1982. L'ERA était ainsi encore à l'état de proposition d'amendement en janvier 2020, quand la Virginie est alors devenue en théorie le 38e et dernier État nécessaire pour ratifier l'amendement sur l'égalité des droits : mais rien n'est encore décidé, une bataille judiciaire étant en cours, car les dates-limites initialement imparties ont été dépassées après avoir été reportées, et par le fait que cinq États l'ont révoqué depuis leur vote initial,,.

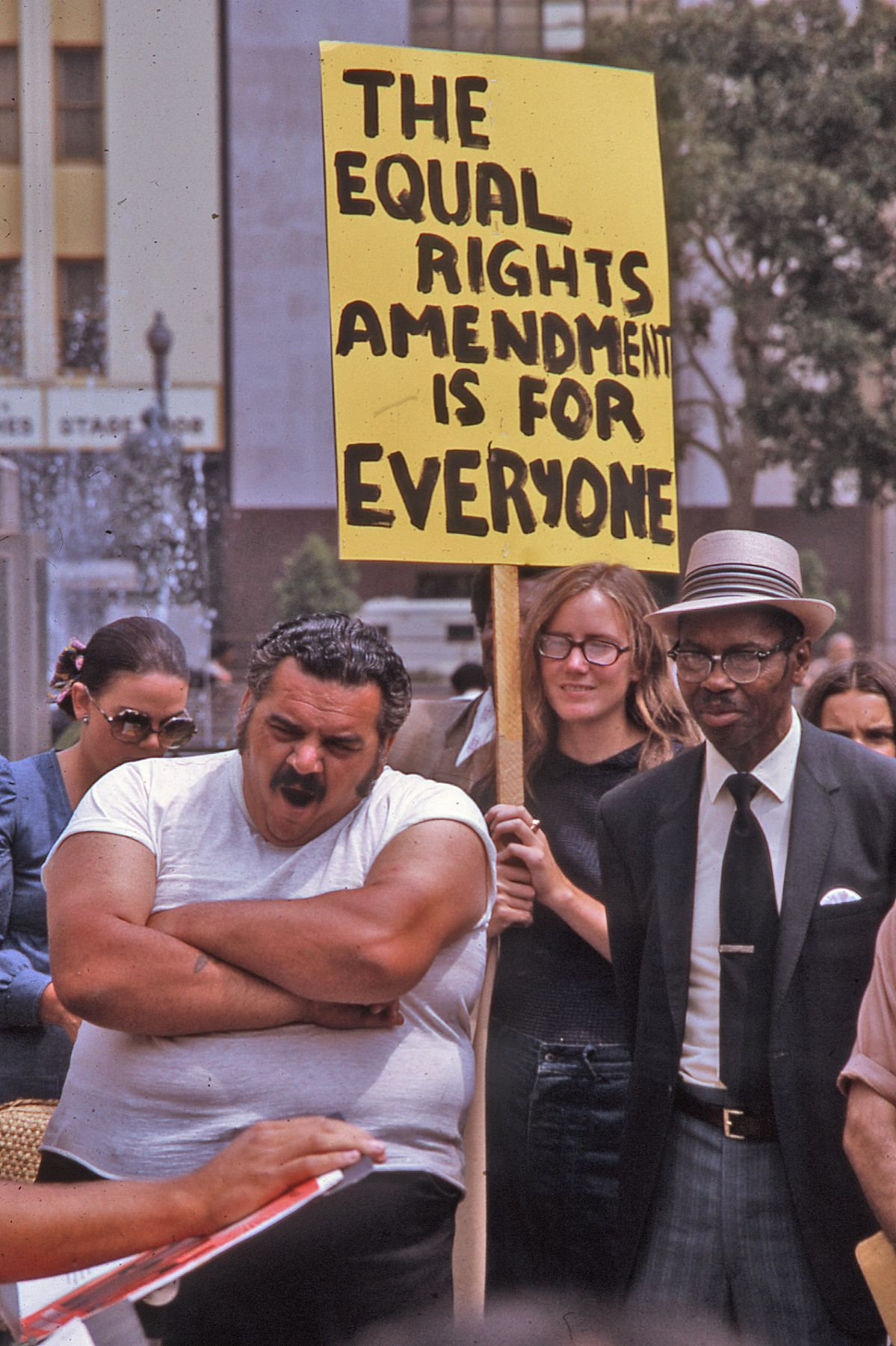
Manifestation pour la ratification de l'ERA (1972).

## Texte
Texte original

Section 1. Equality of rights under the law shall not be denied or abridged by the United States or by any State on account of sex.

Section 2. The Congress shall have the power to enforce, by appropriate legislation, the provisions of this article.

Section 3. This amendment shall take effect two years after the date of ratification,.

Traduction

Section 1. L'égalité des droits en vertu de la loi ne peut être déniée ou restreinte, ni par les États-Unis, ni par aucun État, en raison du sexe.

Section 2. Le Congrès aura le pouvoir de faire respecter, par une législation appropriée, les dispositions du présent article.

Section 3. Cette modification prend effet deux ans après la date de sa ratification.

## Dans la fiction
- Mrs. America, mini-série américaine (2020)[7].